# Décès en novembre 2020
Décès
- 2016
- 2017
- 2018
- 2019
- 2020
- 2021
- 2022
- 2023
- 2024

Pour une information complémentaire, voir la page d'aide.

| Date         | Nom                                | Activités | Âge | Source |
| ------------ | ---------------------------------- | --- | --- | ------ |
| 1er novembre | Michel Auger                       | Journaliste québécois. | 76  |        |
| 1er novembre | Rachel Caine                       | Écrivaine américaine. | 58  | (en)   |
| 1er novembre | Paul Crane                         | Joueur de foot U.S. puis entraîneur américain.                                                                                               | 76  | (en)   |
| 1er novembre | Ali El Kenz                        | Sociologue et écrivain algérien. | 74  |        |
| 1er novembre | Yalçın Granit                      | Joueur et entraîneur de basket-ball turc. | 88  | (tr)   |
| 1er novembre | Pedro Iturralde                    | Saxophoniste de jazz espagnol. | 91  | (es)   |
| 1er novembre | Don McDermott                      | Patineur de vitesse américain, médaillé d'argent aux Jeux olympiques d'hiver de 1952.                                                        | 90  | (en)   |
| 1er novembre | Tinín                              | Matador espagnol. | 74  | (en)   |
| 2 novembre   | Nancy Darsch                       | Joueuse et entraîneuse de basket-ball américaine.                                                                                            | 68  | (en)   |
| 2 novembre   | Rajko Đurić                        | Écrivain et homme politique yougoslave puis serbe.                                                                                           | 73  | (sr)   |
| 2 novembre   | Ahmed Laraki                       | Médecin et homme d'État marocain. | 89  |        |
| 2 novembre   | Gigi Proietti                      | Acteur, réalisateur, scénariste et doubleur italien.                                                                                         | 80  | (it)   |
| 2 novembre   | John Sessions                      | Acteur et humoriste britannique. | 67  | (en)   |
| 3 novembre   | Isaac Alvarez                      | Artiste français. | 90  |        |
| 3 novembre   | Guennadi Boukharine                | Céiste soviétique puis russe, double médaillé de bronze aux Jeux olympiques d'été de 1956.                                                   | 91  | (ru)   |
| 3 novembre   | Taymi Chappé                       | Épéiste cubaine puis espagnole. | 52  | (en)   |
| 3 novembre   | Claude Giraud                      | Acteur français. | 84  |        |
| 3 novembre   | Jacques Pereira                    | Footballeur portugais-marocain. | 65  | (pt)   |
| 3 novembre   | Elsa Raven                         | Actrice américaine. | 91  | (en)   |
| 4 novembre   | Lakhdar Bouregaa                   | Militant indépendantiste et homme politique algérien.                                                                                        | 87  |        |
| 4 novembre   | Maurice Faivre                     | Général français. | 94  |        |
| 4 novembre   | Jacques Glowinski                  | Pharmacien et professeur français. | 84  |        |
| 4 novembre   | Ken Hensley                        | Auteur-compositeur-interprète britannique.                                                                                                   | 75  | (en)   |
| 4 novembre   | Jim Marurai                        | Homme politique cookien. | 73  | (en)   |
| 4 novembre   | Moncef Ouannes                     | Universitaire et sociologue tunisien. | 64  |        |
| 4 novembre   | Mariano Francisco Saynez Mendoza   | Homme politique mexicain. | 78  | (es)   |
| 4 novembre   | Jean-Pierre Vincent                | Acteur, metteur en scène et directeur de théâtre français.                                                                                   | 78  |        |
| 4 novembre   | Luis Zapata                        | Écrivain mexicain. | 69  | (es)   |
| 5 novembre   | Élie Alfandari                     | Juriste et universitaire français. | 92  |        |
| 5 novembre   | Lionel Godart                      | Peintre abstrait français. | 71  |        |
| 5 novembre   | Philippe Martel                    | Haut fonctionnaire et conseiller politique français.                                                                                         | 65  |        |
| 5 novembre   | Leonid Osipov                      | Poloïste soviétique puis russe, médaillé de bronze aux Jeux olympiques d'été de 1964, d'argent à ceux de 1968 et champion olympique en 1972. | 77  | (ru)   |
| 5 novembre   | Geoffrey Palmer                    | Acteur britannique. | 93  | (en)   |
| 5 novembre   | Janine Puget                       | Psychiatre et psychanalyste argentine. | 93  | (es)   |
| 5 novembre   | Reynaert                           | Auteur-compositeur-interprète belge. | 65  |        |
| 5 novembre   | Pierre Simonet                     | Militaire et haut fonctionnaire français. | 99  |        |
| 5 novembre   | François d'Harcourt                | Homme politique français. | 91  |        |
| 6 novembre   | Jean-Michel Boris                  | Directeur artistique français. | 87  |        |
| 6 novembre   | Ray Daviault                       | Joueur de baseball canadien. | 86  |        |
| 6 novembre   | June Foulds                        | Athlète britannique, médaillée d'argent et de bronze olympique (1952, 1956).                                                                 | 86  | (en)   |
| 6 novembre   | Jean-Michel Goudard                | Publicitaire français. | 80  |        |
| 6 novembre   | Mikhaïl Jvanetski                  | Écrivain, humoriste et animateur de télévision soviétique puis russe.                                                                        | 86  | (ru)   |
| 6 novembre   | Jim Neilson                        | Hockeyeur sur glace canadien. | 78  | (en)   |
| 6 novembre   | Luke Rhinehart                     | Romancier et journaliste américain. | 87  |        |
| 6 novembre   | Bernard Sesé                       | Universitaire, essayiste, traducteur et poète français.                                                                                      | 91  |        |
| 6 novembre   | Fernando Solanas                   | Cinéaste argentin. | 84  | (es)   |
| 6 novembre   | Ken Spears                         | Producteur de télévision américain. | 82  | (en)   |
| 6 novembre   | Nathan Zach                        | Poète israélien. | 89  | (he)   |
| 7 novembre   | Cándido Camero                     | Percussionniste, contrebassiste, joueur de bongo et de congas cubain.                                                                        | 99  |        |
| 7 novembre   | Cyril Colbeau-Justin               | Producteur français. | 50  |        |
| 7 novembre   | John Fraser                        | Acteur écossais. | 89  | (en)   |
| 7 novembre   | Abdelkader Guerroudj               | Militant communiste et anticolonialiste algérien.                                                                                            | 92  |        |
| 7 novembre   | Bones Hillman                      | Bassiste néo-zélandais. | 62  |        |
| 7 novembre   | Pierre Lataillade                  | Homme politique français. | 87  |        |
| 7 novembre   | Rina Macrelli                      | Scénariste, écrivain et présentatrice de télévision italienne.                                                                               | 91  | (it)   |
| 7 novembre   | Jean-Marie Mérigoux                | Prêtre catholique dominicain français. | 82  |        |
| 7 novembre   | Edward J. Perkins                  | Diplomate américain. | 92  | (en)   |
| 7 novembre   | Jonathan Sacks                     | Rabbin, professeur et lord britannique. | 72  | (en)   |
| 7 novembre   | Moustapha Safouan                  | Psychanalyste lacanien français. | 99  |        |
| 7 novembre   | Anicetus Bongsu Antonius Sinaga    | Prélat catholique indonésien. | 79  | (en)   |
| 8 novembre   | Herman Daled                       | Collectionneur d'œuvres d'art et radiologue belge.                                                                                           | 90  | (en)   |
| 8 novembre   | Howie Meeker                       | Hockeyeur sur glace puis entraîneur canadien.                                                                                                | 97  |        |
| 8 novembre   | Marc Metdepenningen                | Journaliste belge. | 62  |        |
| 8 novembre   | Stéphane Moulin                    | Arbitre de football international français.                                                                                                  | 57  |        |
| 8 novembre   | Jean-Yves Nau                      | Médecin et journaliste français. | 68  |        |
| 8 novembre   | Alex Trebek                        | Animateur de jeux télévisés. acteur et producteur canadien.                                                                                  | 80  |        |
| 9 novembre   | Fernando Atzori                    | Boxeur italien, champion olympique aux Jeux olympiques d'été de 1964.                                                                        | 78  | (it)   |
| 9 novembre   | Joseph Altairac                    | Critique littéraire français et personnalité du monde de la science-fiction.                                                                 | 63  |        |
| 9 novembre   | Bruno Barbey                       | Journaliste et photographe français. | 79  |        |
| 9 novembre   | Virginia Bonci                     | Athlète de saut en hauteur roumaine. | 71  | (ro)   |
| 9 novembre   | Charles-Henri Flammarion           | Éditeur français. | 74  |        |
| 9 novembre   | Israel Horovitz                    | Dramaturge et réalisateur américain. | 81  |        |
| 9 novembre   | John Kinsela                       | Lutteur australien. | 70  | (en)   |
| 9 novembre   | Marco Santagata                    | Universitaire, critique littéraire et écrivain italien.                                                                                      | 73  | (it)   |
| 9 novembre   | Daniel Yonnet                      | Journaliste, écrivain et critique littéraire français.                                                                                       | 87  |        |
| 10 novembre  | Ba Ag Moussa                       | Militaire et chef djihadiste malien. |     |        |
| 10 novembre  | Hanane Al-Barassi                  | Avocate libyenne. | 46  |        |
| 10 novembre  | Carlo Bordini                      | Historien et poète italien. | 82  | (it)   |
| 10 novembre  | Charles Corver                     | Arbitre international de football néerlandais.                                                                                               | 84  |        |
| 10 novembre  | Juan Cruz Sol                      | Footballeur puis entraîneur espagnol. | 73  | (es)   |
| 10 novembre  | Dino Da Costa                      | Footballeur puis entraîneur brésilien puis international italien.                                                                            | 89  | (it)   |
| 10 novembre  | Harold Edwards                     | Mathématicien américain. | 84  | (en)   |
| 10 novembre  | Saeb Erekat                        | Homme politique palestinien. | 65  |        |
| 10 novembre  | Tom Heinsohn                       | Basketteur américain. | 86  | (en)   |
| 10 novembre  | Amadou Toumani Touré               | Homme d'État malien. | 72  |        |
| 10 novembre  | Tony Waiters                       | Footballeur anglais. | 83  | (en)   |
| 10 novembre  | Sven Wollter                       | Acteur suédois. | 86  | (se)   |
| 11 novembre  | Khalifa ben Salmane Al Khalifa     | Premier ministre bahreïnien. | 84  |        |
| 11 novembre  | Heinfried Birlenbach               | Athlète allemand. | 79  | (de)   |
| 11 novembre  | Carlos Campos                      | Footballeur chilien. | 83  | (es)   |
| 11 novembre  | Giuliana Chenal-Minuzzo            | Skieuse alpine italienne, double médaillée de bronze olympique (1952, 1960).                                                                 | 88  |        |
| 11 novembre  | Jean Collet                        | Écrivain, théoricien du cinéma et professeur des universités français.                                                                       | 88  |        |
| 11 novembre  | Valentin Khromov                   | Poète russe. | 86  | (ru)   |
| 11 novembre  | Mileta Lisica                      | Basketteur yougoslave, serbe puis slovène.                                                                                                   | 54  | (sr)   |
| 11 novembre  | Jorge Llopart                      | Athlète espagnol, médaillé d'argent aux Jeux olympiques d'été de 1980.                                                                       | 68  | (es)   |
| 11 novembre  | Michel Mongeau                     | Acteur et animateur de radio canadien. | 74  |        |
| 11 novembre  | Gonçalo Ribeiro Telles             | Architecte paysagiste et homme politique portugais.                                                                                          | 98  | (pt)   |
| 11 novembre  | Jude Stéfan                        | Poète français. | 90  |        |
| 11 novembre  | Faye Urban                         | Joueuse de tennis canadienne. | 75  | (en)   |
| 11 novembre  | Marie-Claude Vayssade              | Femme politique française. | 84  |        |
| 11 novembre  | Andrew White                       | Saxophoniste, hautboïste et bassiste électrique de jazz américain.                                                                           | 78  | (en)   |
| 12 novembre  | Kanybek Isakov                     | Philologue et homme politique kirghiz. | 51  | (en)   |
| 12 novembre  | Nelly Kaplan                       | Écrivaine et cinéaste argentino-française.                                                                                                   | 89  |        |
| 12 novembre  | Masatoshi Koshiba                  | Physicien japonais. | 94  | (en)   |
| 12 novembre  | Marc Monchal                       | Militaire français. | 85  |        |
| 12 novembre  | Piem                               | Dessinateur français. | 97  |        |
| 12 novembre  | Albert Quixall                     | Footballeur anglais. | 87  | (en)   |
| 12 novembre  | Jerry Rawlings                     | Homme d'État ghanéen. | 73  | (en)   |
| 12 novembre  | Gernot Roll                        | Directeur de la photographie allemand. | 81  | (de)   |
| 12 novembre  | Krasnodar Rora                     | Footballeur puis entraîneur yougoslave puis croate.                                                                                          | 75  | (hr)   |
| 12 novembre  | Guy-Olivier Segond                 | Homme politique suisse. | 75  |        |
| 12 novembre  | Sakata Tōjūrō IV                   | Acteur japonais. | 88  | (ja)   |
| 13 novembre  | Vidin Apostolov                    | Footballeur bulgare. | 79  | (bg)   |
| 13 novembre  | Robert Byron Bird                  | Physicien américain | 96  | (en)   |
| 13 novembre  | Henri Boel                         | Homme politique belge. | 89  |        |
| 13 novembre  | Gilbert Cardon                     | Un des pionniers belge de l'agroécologie et de la permaculture.                                                                              | 83  |        |
| 13 novembre  | Mohand Chérif Hannachi             | Footballeur puis dirigeant sportif algérien.                                                                                                 | 70  |        |
| 13 novembre  | Terry Duerod                       | Joueur américain de basket-ball. | 64  | (en)   |
| 13 novembre  | Paul Hornung                       | Joueur américain de football américain. | 84  | (en)   |
| 13 novembre  | Attila Horváth                     | Athlète spécialiste du lancer du disque hongrois.                                                                                            | 53  | (hu)   |
| 13 novembre  | Konrad Hünteler                    | Flûtiste allemand. | 73  | (es)   |
| 13 novembre  | Abiola Félix Iroko                 | Historien béninois. | 74  |        |
| 13 novembre  | Akira Kubodera                     | Acteur japonais. | 43  | (ja)   |
| 13 novembre  | Pierre Mercier                     | Homme politique canadien. | 83  |        |
| 13 novembre  | Walter C. Miller                   | Producteur de télévision et acteur américain.                                                                                                | 94  | (en)   |
| 13 novembre  | Jean Morzadec                      | Homme de média français. | 67  | (en)   |
| 13 novembre  | Alfred Muller                      | Homme politique français. | 79  |        |
| 13 novembre  | Jim Pace                           | Pilote automobile américain. | 59  | (en)   |
| 13 novembre  | Louis Rostollan                    | Coureur cycliste français. | 84  |        |
| 13 novembre  | Krunoslav Slabinac                 | Chanteur yougoslave puis croate. | 76  | (hr)   |
| 13 novembre  | Peter Sutcliffe                    | Tueur en série anglais. | 74  | (en)   |
| 13 novembre  | Jan van Toorn                      | Designer graphique néerlandais. | 88  |        |
| 13 novembre  | Julio Videla                       | Présentateur de télévision et animateur de radio chilien.                                                                                    | 76  | (es)   |
| 13 novembre  | Philip Voss                        | Acteur anglais. | 84  | (en)   |
| 14 novembre  | Armen Djigarkhanian                | Acteur soviétique, russe, américain et arménien.                                                                                             | 85  | (en)   |
| 14 novembre  | Jacques Fornier                    | Metteur en scène et acteur français. | 94  |        |
| 14 novembre  | Max Gros-Louis                     | Homme politique huron-wendat. | 89  |        |
| 14 novembre  | Eugenia Ratti                      | Chanteuse lyrique italienne. | 87  | (it)   |
| 15 novembre  | Mahjoubi Aherdane                  | Homme politique marocain. | 99  |        |
| 15 novembre  | Soumitra Chatterjee                | Acteur indien bengali. | 85  | (en)   |
| 15 novembre  | Ray Clemence                       | Footballeur anglais. | 72  |        |
| 15 novembre  | Henrique Córdova                   | Homme politique brésilien. | 81  | (pt)   |
| 15 novembre  | Jacques Rifflet                    | Professeur belge. | 91  |        |
| 15 novembre  | Witold Sadowy                      | Acteur et comédien polonais. | 100 | (pl)   |
| 15 novembre  | Raúl Eduardo Vela Chiriboga        | Cardinal équatorien. | 86  | (it)   |
| 15 novembre  | Philippe Vigand                    | Écrivain français. | 63  |        |
| 16 novembre  | Henryk Roman Gulbinowicz           | Cardinal polonais. | 97  |        |
| 16 novembre  | Bruce Swedien                      | Ingénieur du son américain. | 86  | (en)   |
| 16 novembre  | Walid al-Mouallem                  | Homme politique syrien. | 79  |        |
| 17 novembre  | Camille Bonnet                     | Joueur de rugby à XV français. | 102 |        |
| 17 novembre  | Eddie Borysewicz                   | Coureur cycliste puis entraîneur polonais.                                                                                                   | 81  | (en)   |
| 17 novembre  | Angelo Caroli                      | Footballeur italien. | 83  | (it)   |
| 17 novembre  | Buddy Davis                        | Athlète de sauts et basketteur américain, champion olympique de la hauteur aux Jeux olympiques d'été de 1952.                                | 89  | (en)   |
| 17 novembre  | Willy Kuijpers                     | Homme politique belge. | 83  |        |
| 17 novembre  | Vincent Reffet                     | Pratiquant français de BASE jump, de parachutisme et de vol en wingsuit.                                                                     | 36  |        |
| 17 novembre  | Paul Sobol                         | Publicitaire belge. | 94  |        |
| 17 novembre  | Roman Viktiouk                     | Acteur et metteur en scène soviétique puis russe.                                                                                            | 84  | (ru)   |
| 18 novembre  | Pim Doesburg                       | Footballeur néerlandais. | 77  | (nl)   |
| 18 novembre  | Arthur Imperatore Sr.              | Homme d'affaires américain. | 95  | (en)   |
| 18 novembre  | Adam Musiał                        | Footballeur polonais. | 71  | (pl)   |
| 18 novembre  | Draga Olteanu-Matei                | Actrice roumaine. | 87  | (ro)   |
| 18 novembre  | Michel Robin                       | Acteur français. | 90  |        |
| 18 novembre  | Juan Roldán                        | Boxeur argentin. | 63  | (es)   |
| 19 novembre  | Célestin Kabuya Lumuna Sando       | Homme politique congolais. | 72  |        |
| 19 novembre  | Helen Morgan                       | Joueuse de hockey sur gazon britannique, médaillée de bronze aux Jeux olympiques d'été de 1992.                                              | 54  | (en)   |
| 19 novembre  | Alcino Pinto                       | Homme politique santoméen. | 64  | (pt)   |
| 19 novembre  | André Quilis                       | Joueur de rugby à XV français. | 79  |        |
| 19 novembre  | Harald Ringstorff                  | Homme politique allemand. | 81  | (de)   |
| 19 novembre  | Khadim Hussain Rizvi               | Homme politique et prêcheur islamique pakistanais.                                                                                           | 54  | (en)   |
| 20 novembre  | Antonio Ambrosetti                 | Mathématicien italien. | 75  | (it)   |
| 20 novembre  | Ernesto Canto                      | Athlète mexicain, champion aux Jeux olympiques d'été de 1984.                                                                                | 61  | (es)   |
| 20 novembre  | Daniel Cordier                     | Résistant, marchand d'art et historien français.                                                                                             | 100 |        |
| 20 novembre  | Jean Darnel                        | Acteur et metteur en scène français. | 97  |        |
| 20 novembre  | Jacques Déprez                     | Athlète et entraîneur français. | 82  |        |
| 20 novembre  | Mony Elkaïm                        | Psychothérapeute systémique familial d'origine marocaine.                                                                                    | 79  |        |
| 20 novembre  | Pierre Guilleux                    | Footballeur, handballeur et international rugbyman français.                                                                                 | 95  |        |
| 20 novembre  | Hubert Henrotte                    | Photojournaliste et directeur d’agence photographique de presse français.                                                                    | 86  |        |
| 20 novembre  | Irénée                             | Patriarche de l'église orthodoxe serbe. | 90  |        |
| 20 novembre  | Judith Jarvis Thomson              | Philosophe américaine. | 91  | (en)   |
| 20 novembre  | Jan Morris                         | Historienne galloise. | 94  | (en)   |
| 20 novembre  | Ken Schinkel                       | Hockeyeur sur glace puis entraîneur canadien.                                                                                                | 87  | (en)   |
| 20 novembre  | Takao Yaguchi                      | Mangaka japonais. | 81  | (ja)   |
| 21 novembre  | Dena Dietrich                      | Actrice américaine. | 91  | (en)   |
| 21 novembre  | Oliver Friggieri                   | Poète, romancier, nouvelliste et critique littéraire maltais.                                                                                | 73  | (en)   |
| 21 novembre  | Léon Herschtritt                   | Photographe français. | 84  | (en)   |
| 22 novembre  | Carlo Ausino                       | Cinéaste italien. | 82  | (it)   |
| 22 novembre  | Doris De Agostini                  | Skieuse alpine suisse. | 62  |        |
| 22 novembre  | Billy Evans                        | Joueur de basket-ball américain, champion aux Jeux olympiques d'été de 1956.                                                                 | 88  | (en)   |
| 22 novembre  | Muharrem Fejzo                     | Réalisateur et sculpteur albanais. | 87  | (sq)   |
| 22 novembre  | Gonzalo Galván Castillo            | Évêque catholique mexicain. | 69  | (es)   |
| 22 novembre  | Jacques Jurquet                    | Homme politique français. | 98  |        |
| 22 novembre  | Martial Lahaye                     | Homme politique belge. | 75  | (nl)   |
| 22 novembre  | Hamish MacInnes                    | Alpiniste, sauveteur de haute montagne et écrivain britannique.                                                                              | 90  | (en)   |
| 22 novembre  | Mustafa Nadarević                  | Acteur bosnien. | 77  | (en)   |
| 22 novembre  | Ray Prosser                        | Joueur de rugby à XV gallois. | 93  | (en)   |
| 22 novembre  | Noëlla Rouget                      | Résistante française. | 100 |        |
| 22 novembre  | Maurice Setters                    | Footballeur britannique. | 83  | (en)   |
| 22 novembre  | Corrie van Gorp                    | Actrice et chanteuse néerlandaise. | 78  |        |
| 23 novembre  | Sidi Mohamed Ould Cheikh Abdallahi | Homme d'État mauritanien. | 82  | (en)   |
| 23 novembre  | Karl Dall                          | Présentateur de télévision, chanteur, acteur et humoriste allemand.                                                                          | 79  | (de)   |
| 23 novembre  | Abby Dalton                        | Actrice américaine. | 88  | (en)   |
| 23 novembre  | David Dinkins                      | Homme politique américain. | 93  | (en)   |
| 23 novembre  | Klaus Heinrich                     | Philosophe allemand. | 93  | (de)   |
| 23 novembre  | Arthur Hervet                      | Prêtre français. | 82  |        |
| 23 novembre  | Yasumi Kobayashi                   | Écrivain d'horreur et de science fiction japonais.                                                                                           | 58  | (ja)   |
| 23 novembre  | Edward Lazear                      | Économiste américain. | 72  | (en)   |
| 23 novembre  | Édouard Marquis                    | Journaliste, animateur de radio et animateur de télévision français.                                                                         | 51  |        |
| 23 novembre  | Christian Mistral                  | Écrivain et poète canadien. | 56  |        |
| 23 novembre  | Anele Ngcongca                     | Footballeur sud-africain. | 33  | (en)   |
| 24 novembre  | José Bastos                        | Footballeur portugais. | 91  | (pt)   |
| 24 novembre  | Fasih Bokhari                      | Militaire pakistanais. | 78  | (en)   |
| 24 novembre  | Juan de Dios Castro Lozano         | Homme politique mexicain. | 78  | (es)   |
| 24 novembre  | Christophe Dominici                | Joueur de rugby à XV français. | 48  |        |
| 24 novembre  | Damián Iguacén Borau               | Évêque catholique espagnol. | 104 | (es)   |
| 24 novembre  | Kambuzia Partovi                   | Poète, scénariste et cinéaste iranien. | 65  | (en)   |
| 24 novembre  | Hervé Pinoteau                     | Héraldiste français. | 93  |        |
| 24 novembre  | Alain Pluchet                      | Homme politique français. | 90  |        |
| 24 novembre  | Zaven Sargsyan                     | Photographe et historien arménien. | 73  | (hy)   |
| 24 novembre  | Jacques Secrétin                   | Pongiste français. | 71  |        |
| 24 novembre  | Mamadou Tandja                     | Homme d'État nigérien. | 82  |        |
| 24 novembre  | Yves Vander Cruysen                | Échevin belge. | 57  |        |
| 24 novembre  | Vasil Yakusha                      | Rameur d'aviron soviétique puis biélorusse, médaillé d'argent aux Jeux olympiques d'été de 1980 et de bronze à ceux de 1988.                 | 62  | (ru)   |
| 25 novembre  | Saïd Bouhadja                      | Homme politique algérien. | 82  |        |
| 25 novembre  | Marc-André Bédard                  | Homme politique et avocat canadien. | 85  |        |
| 25 novembre  | Diego Maradona                     | Joueur puis entraîneur argentin de football, vainqueur de la Coupe du monde 1986.                                                            | 60  |        |
| 25 novembre  | Ahmad Mukhtar                      | Homme politique pakistanais. | 74  | (en)   |
| 25 novembre  | James Wolfensohn                   | Économiste et banquier australien et américain.                                                                                              | 86  | (en)   |
| 26 novembre  | Mahmoud El Idrissi                 | Chanteur marocain. | 72  |        |
| 26 novembre  | Dimitar Largov                     | Footballeur bulgare. | 84  | (bg)   |
| 26 novembre  | Rezki Maghrici                     | Footballeur algérien. | 67  |        |
| 26 novembre  | Tevita Momoedonu                   | Homme politique fidjien. | 74  | (en)   |
| 26 novembre  | Daria Nicolodi                     | Actrice et scénariste italienne. | 70  | (it)   |
| 26 novembre  | Louis Nzala Kianza                 | Évêque catholique congolais. | 74  | (en)   |
| 26 novembre  | Richard Polenberg                  | Historien américain. | 83  | (en)   |
| 26 novembre  | Sadeq al-Mahdi                     | Homme politique soudanais. | 84  |        |
| 27 novembre  | Rémi Brissiaud                     | Universitaire français. | 71  |        |
| 27 novembre  | Mohsen Fakhrizadeh                 | Physicien iranien. | 59  | (en)   |
| 27 novembre  | Tony Hsieh                         | Entrepreneur et homme d'affaires américain.                                                                                                  | 46  | (en)   |
| 27 novembre  | Madieng Khary Dieng                | Homme politique sénégalais. | 88  |        |
| 27 novembre  | Dainis Liepiņš                     | Cycliste sur route et sur piste soviétique puis letton.                                                                                      | 58  | (lv)   |
| 27 novembre  | Kamel Madoun                       | Handballeur algérien. | ?   |        |
| 28 novembre  | Kevin Burnham                      | Skipper américain, champion olympique aux Jeux olympiques d'été de 1992.                                                                     | 63  | (en)   |
| 28 novembre  | Philippe Clair                     | Acteur et réalisateur français. | 90  |        |
| 28 novembre  | Roger Fite                         | Joueur français de rugby à XV. | 82  |        |
| 28 novembre  | David Prowse                       | Acteur britannique. | 85  | (en)   |
| 28 novembre  | Valerio Puccianti                  | Athlète français d'origine italienne. | 98  | (it)   |
| 28 novembre  | Jean-Louis Servan-Schreiber        | Journaliste et patron de presse français. | 83  |        |
| 28 novembre  | Juan de Dios Román                 | Entraîneur de handball puis dirigeant sportif espagnol.                                                                                      | 77  | (es)   |
| 28 novembre  | Jean Tavernier                     | Homme politique français. | 92  |        |
| 29 novembre  | Ben Bova                           | Éditeur et écrivain américain de science-fiction.                                                                                            | 88  |        |
| 29 novembre  | Edda Bresciani                     | Égyptologue italienne. | 90  | (it)   |
| 29 novembre  | Papa Bouba Diop                    | Footballeur international sénégalais. | 42  |        |
| 29 novembre  | Remo Sernagiotto                   | Homme politique italien. | 65  | (it)   |
| 29 novembre  | Ali-Asghar Shahbazi                | Acteur iranien. | 98  | (fa)   |
| 30 novembre  | Irina Antonova                     | Historienne de l'art soviétique puis russe.                                                                                                  | 98  | (ru)   |
| 30 novembre  | François Chapeville                | Biochimiste français d'origine polonaise. | 96  | (pl)   |
| 30 novembre  | Andrea Huser                       | Vététiste, triathlète et athlète suisse. | 46  |        |
| 30 novembre  | Branimir Šćepanović                | Écrivain serbe d'origine monténégrine. | 83  |        |
| 30 novembre  | Muhammad Adil Siddiqui             | Homme politique pakistanais. | 57  |        |
| 30 novembre  | Anne Sylvestre                     | Auteure-compositrice-interprète francaise.                                                                                                   | 86  |        |
| 30 novembre  | Jean Cottard                       | Escrimeur et maître d'armes français. | 94  |        |